# 巴勒斯坦童軍總會

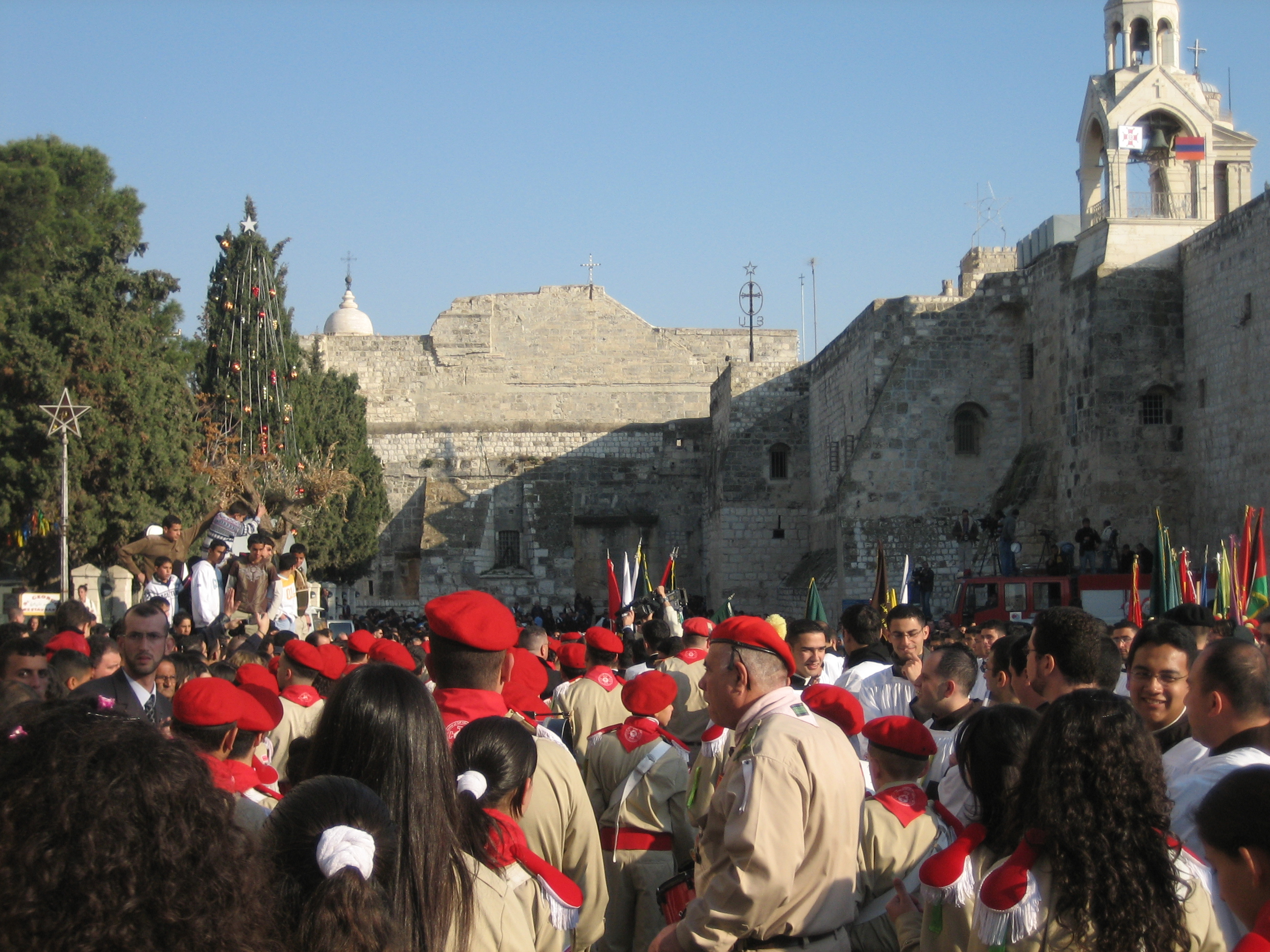
巴勒斯坦基督徒童軍於伯利恆的聖誕教堂慶祝聖誕夜。

巴勒斯坦童軍總會（阿拉伯语：‎）為巴勒斯坦的童軍組織，1945年經世界童軍局認可，成為世界童軍運動組織成員，但於1949年撤銷；1996年經世界童軍會議通過重新加入，服務對象為巴勒斯坦國的青少年。巴勒斯坦的童軍運動始於1912年。巴勒斯坦童軍總會的總部位於西岸地區的拉姆安拉，國際童軍總監為法耶克·哈姆迪·塔赫伯。
2016年2月27日，巴勒斯坦童軍總會於世界童軍運動組織恢復完整投票權。

## 歷史
1948年，數千名巴勒斯坦人被迫逃離或趕出家園，並成立了一個流亡的巴勒斯坦童軍總會。雖然該總會被世界童軍運動組織拒絕承認會員資格，但仍繼續進行童軍活動。世界童軍運動組織承認一個童軍組織的唯一要件是該國國境內有活躍的童軍活動，且在聯合國擁有席位。
1993年，巴勒斯坦人得到協議，緩慢將土地歸還給他們。巴勒斯坦童軍總會隨即在這些地區恢復童軍活動。雖然巴勒斯坦不被聯合國承認，但世界童軍運動組織決定給巴勒斯坦授予特別暫時狀態。在該提案付諸世界童軍會議表決之前，以色列童軍聯盟會長於會上發表聲明，要求世界童軍運動組織接受此一提案，他的說詞獲得與會人員起立鼓掌。巴勒斯坦童軍總會因此成為世界童軍運動組織的結盟會員。2016年2月27日，世界童軍會議認可巴勒斯坦童軍總會為巴勒斯坦國的國家童軍總會，獲提升為正式成員且具有投票權。該項會員認證儀式將會在2017年於亞塞拜然巴庫舉行的第41屆世界童軍會議上進行。

## 現況與象徵
目前巴勒斯坦童軍總會擁有18,738名成員。35%成員為學校童軍團，其他則是開放童軍團或宗教童軍團，主要為穆斯林與基督徒。
巴勒斯坦童軍總會的童軍銘言為‎，意義為「準備」。阿拉伯語中稱呼一名童軍為‎。